# Rhinocypha trimaculata
Rhinocypha trimaculata är en trollsländeart som först beskrevs av Selys 1853.  Rhinocypha trimaculata ingår i släktet Rhinocypha och familjen Chlorocyphidae. IUCN kategoriserar arten globalt som otillräckligt studerad. Inga underarter finns listade i Catalogue of Life.